# Eunuchus
Eunuchus (= Der Verschnittene) ist eine auf einem Stück von Menander basierende Komödie von Terenz (= Publius Terentius Afer). Sie wurde 161 v. Chr. bei den ludi Megalenses zum ersten Mal aufgeführt.

## Personen
- Phaedria, ein junger Athener
- Parmeno, sein Sklave
- Thais, eine Hetäre
- Gnatho, ein Parasit
- Chaerea, Phaedrias Bruder
- Thraso, ein Soldat
- Pythias, Sklavin der Thais
- Chremes, ein junger Athener
- Antipho, ein junger Athener
- Dorias, Sklavin der Thais
- Dorus, ein Eunuch
- Sanga, Sklave des Thraso
- Sophrona, eine Amme
- Laches, Vater von Phaedria und Chaerea

## Handlung
Der junge Athener Phaedria liebt die aus der Fremde stammende Hetäre Thais, hat aber im prahlerischen Soldaten Thraso einen Nebenbuhler. Er will ihr eine äthiopische Sklavin und den Eunuchen Dorus schenken. Thraso wiederum schenkt ihr ein junges Mädchen, Pamphila, die als Kleinkind aus Attika geraubt und verkauft worden war. Thais möchte sie dem athenischen Bürger Chremes, Pamphilas Bruder, zurückgeben, um sich so einen Beschützer in Athen zu verschaffen. Phaedrias Bruder Chaerea verliebt sich jedoch in Pamphila und lässt sich auf den Rat von Phaedrias Sklaven Parmenio hin als Dorus verkleidet in Thais’ Haus bringen, wo er Pamphila vergewaltigt und flieht. Am Ende, nachdem alles aufgeklärt wurde, erhält er sie zur Gattin, und Phaedria und Thraso teilen sich die Thais.

## Aufführungen
1922 führte der Versuch von Carl Zuckmayer und Curt Elwenspoek, das Stück am Theater Kiel zu inszenieren, zu deren fristloser Entlassung.

## Übersetzungen
Frühe Übersetzungen ins Deutsche gibt es vom Fürstbischof von Brixen Sebastian Sprenz (* ca. 1480; † 1525) und vom Ulmer Bürgermeister Hans Neithart.
- Der Eunuchus des Terenz. Übersetzt von Hans Neidhart. Litterar. Verein in Stuttgart, Tübingen 1915 (Digitalisat).
- Terenz: Der Eunuch. Übersetzt von Andreas Thierfelder (Reclams Universal-Bibliothek). Reclam, Stuttgart 1986.
- Terence, The Eunuch. Ed. with transl. and commentary by A.J. Brothers. Aris & Phillips, Warminster 2000, ISBN 0-85668-513-5.
- Térence, L’eunuque. Texte établi par J. Marouzeau. Traduction et commentaire par Bruno Bureau et Christian Nicolas (= Commentario. Band 3). Les Belles Lettres, Paris 2015, ISBN 978-2-251-24003-9.

Siehe auch die Sammel- und Gesamtausgaben, die im Artikel zu Terenz aufgeführt sind.